# John Fowles
John Robert Fowles (n. 31 martie 1926, Leigh-on-Sea, Anglia, Regatul Unit – d. 5 noiembrie 2005, Lyme Regis, Anglia, Regatul Unit) a fost un romancier și eseist englez.  

## Biografie
John Fowles s-a născut în 1926 la Leigh-on-Sea, în comitatul Essex din Anglia, ca fiu al lui Robert John Fowles și al lui Gladys May Richards. După ce a urmat cursurile Universității din Edinburgh, în 1950 a obținut o diplomă de master of arts în literaturile franceză și germană la Oxford.
Atunci avea să-i descopere pe existențialiștii francezi și pe promotorii Noului Roman. A predat literatura franceză la New College, Oxford, a fost profesor de limba și literatura engleză la Universitatea din Poitiers, apoi la Colegiul Anargyrios de pe insula grecească Spetsai (experiența evocată în romanul Magicianul), pentru ca, între 1954 si 1963, să predea literatura engleză la Colegiul St. Godric din Londra. Este considerat de criticii englezi drept unul dintre reprezentanții principali ai postmodernismului britanic. 

## Romancierul
John Fowles a dobândit recunoașterea internațională o dată cu apariția primului său roman, Colecționarul (1963), al cărui succes de public i-a îngăduit să se dedice în întregime scrisului. A primit de îndată și elogiile criticii, fiind considerat un scriitor cu o forță imaginativă și inovatoare excepțională, reputație pe care următoarele sale romane au confirmat-o: Magicianul (1966; ediție revizuită în 1977), Iubita locotenentului francez (1969), Daniel Martin (1977), Mantisa (1982), Omida (1985). 
Scriitor prolific, admirator al lui Thomas Hardy și al lui D.H. Lawrence și deopotrivă al lui Joseph Conrad și al lui Thomas Pynchon, pasionat de științele naturii, istorie și ocultism, și autor în egală măsură de volume de eseuri (Aristocrații, 1964), nuvele (Turnul de abanos, 1974), poezii, traduceri, prefețe, cronici literare și comentarii la albume de artă fotografică, John Fowles a trăit și a scris în Lyme Regis, Dorset. Fowles declara în 1998, cu ocazia lansării volumului de eseuri Găuri de vierme, "Nu mă interesează câtuși de puțin să fiu un scriitor faimos... Aș vrea doar să fiu un ins care a contribuit la perpetuarea enorm de dificilului meșteșug de a scrie romane".

## Lista cărților publicate
- 1963: Colecționarul, roman
- 1964: Aristocrații, eseuri
- 1965: Magicianul, roman
- 1969: Iubita locotenentului francez, roman
- 1974: Turnul de abanos, nuvele
- 1977: Daniel Martin, roman
- 1979: Copacul
- 1982: Mantissa, roman
- 1985: Omida, roman
- 1998: Găuri de vierme
- 2003: Jurnalele, vol. I